# Erik Bengtson (född 1985)
Bror Erik Bengtson, född 27 januari 1985, är en svensk akademiker, disputerad i retorik. Bengtson var ordförande för Kristdemokratiska Studentförbundet (KSF) mellan 2006 och 2008, men är idag politiskt obunden och verksam som forskare i retorik vid Uppsala universitet, samt lektor i retorik vid Södertörns högskola.

## Biografi
Erik Bengtson växte upp i Enköpings kommun. Efter studier på teknikprogrammet vid Westerlundska gymnasiet, påbörjade han under 2004 studier i retorik vid Södertörns högskola. Från 2002 till 2004 var Bengtson redaktör för Enköpingspostens ungdomsredaktion. Vid Kristdemokratiska Studentförbundets kongress i Uppsala år 2006 valdes Bengtson till förbundets ordförande. Detta uppdrag lämnade han vid förbundets årskongress i Stockholm 2008. Bengtson disputerade i retorik vid Uppsala universitet under 2019 på avhandlingen The Epistemology of Rhetoric: Plato, Doxa and Post-truth.

## Forskning
Bengtsons forskning har behandlat kunskapsteori, argumentationsteori, myter och politisk retorik. Teoretiskt bygger hans arbeten på en semiotisk förståelse av myter inspirerad av såväl den franske litteraturforskaren Roland Barthes som den tyske filosofen Ernst Cassirer. Bengtsons forskning har även en begreppshistorisk prägel, särskilt vad gäller dennes studier av hur den samtida retorikvetenskapen brukar texter från Antikens Grekland, däribland Platon och Aristoteles. Empiriskt har Bengtson studerat Moderaternas appropriering och transformering av socialdemokratiska myter under valrörelsen 2006, samt retoriken i Tobias Billströms omdebatterade "Blond och blåögd"-uttalande.
Sedan 2021 kretsar Bengtsons forskning kring frågor om grön marknadsföring samt hur företags gröna löften tillmäts betydelse i en samhällskontext, bl.a. genom det tvärvetenskapliga projektet "Miljöutfästelser inom energisystemet".

## Publikationer
- Bengtson, E. & Buhre, F. (2015)” Introduktion: Den kritiska blicken ” , I: Bengtson, E. & Buhre, F.(red) (2015). Förledd och förtjust. Andra generationens retorikvetare tar ordet, Södertörn retoriska studier 3, Huddinge: Södertörns högskola.
- Bengtson, E. (2015) ”Vad är retorikvetenskap? Strömningar, utmaningar och en arbetsdefinition” (2015), I: Bengtson, E. & Buhre, F.(red) (2015). Förledd och förtjust. Andra generationens retorikvetare tar ordet, Södertörn retoriska studier 3, Huddinge: Södertörns högskola.
- Bengtson, E. (2015) ”Allt är annorlunda. Alltid. Den politiska debatten är en komplex retorisk situation”  Retorikmagasinet 54.
- Bengtson, E  (2013). De blåögda frivilligtanternas skuggvärld. Retorikmagasinet (51/52).
- Bengtson, E. (2012). Den mytiska argumentationsbasen: Roland Barthes mytbegrepp i retorisk argumentationsteori. Rhetorica Scandinavica (62), 38-56.
- Bengtson, E. (2008). Myten som argumentationsbas: Om hur man övertygar någon som ser världen på ett annat sätt.  (Student paper). Södertörns högskola.